# 6-я Краинская ударная бригада
6-я Краинская ударная бригада (сербохорв. Шеста крајишка ударна бригада / Šesta krajiška udarna brigada) — бригада Народно-освободительной армии Югославии, участвовавшая в Народно-освободительной войне Югославии.

## История
Образована 14 октября 1942 на основе 1-го Краинского народно-освободительного партизанского отряда. Подчинялась Оперативному штабу Боснийской Краины с 9 сентября по 9 ноября 1942, позднее включена в состав 4-й Краинской дивизии и в её составе служила до конца войны.

## Руководство бригады

### Командиры
- Урош «Роца» Богунович
- Петар Войнович
- Мичо Колунджия
- Милорад Миятович
- Милан «Милянчич» Милевич

### Политруки
- Авдо Афирович
- Света Алексич
- Димитрие «Бая» Баялица
- Раде Башич
- Ратко Новакови

### Заместители командиров
- Раде Бркич
- Петар Воинович
- Мичо Колунджия
- Буро Милинович
- Милан «Милянчич» Милевич
- Милан Милюш

### Заместители политруков
- Урош «Роца» Богунович
- Радоман Якшич
- Хайро Капетанович
- Саво Попович

### Начальники штаба
- Винко Менард
- Милован Миловац
- Мирко Симич

### Офицеры разведки
- Миле Давидович
- Воин Данко
- Мориц Леви
- Эсад Реджич
- Джуро Рашета
- Миле Црномаркович
- Вилим Шолц[1]

## Народные герои Югославии из бригады
- Шефкет Маглайлич
- Урош «Роца» Богунович
- Коста Боснич
- Раде Бркич
- Мирко Веинович
- Душан Гавран
- Душан Кошутич
- Цвийо Куколь
- Милан Личина
- Милан «Милянчич» Милевич[2]